# Замок До
Замок До (англ. Doe Castle, ірл. Caisleán na dTuath) — замок Доу, замок Кашлен на д-Туах — один із замків Ірландії, розташований в графстві Донегол, біля затоки Кріслох. Історично замок був твердинею ірландського клану Суїбне (Свіні). В архітектурі замку простежуються вплив шотландського стилю побудови замків. Замок був побудований у XVI столітті і вважався одним із кращих замків Донеголу у свій час. Саме у цей замок повернувся з вигнання у 1642 році Оуен Роу О'Ніл, щоб очолити ірландську армію Ольстера під час так званої «Війни Трьох Королівств», саме тут він планував здобути свободу Ірландії.
Замок неодноразово змінював господарів під час бурхливого для Ірландії XVII століття. Замок неодноразово захоплювали то англійці, то ірландські повстанці. У 1650 році сер Чарльз Кут, губернатор Деррі, захопив замок.
Зрештою, замок купив сер Джордж Ваган Харт. Він і його нащадки жили в замку до 1843 року.
Замок стоїть на невеликому півострові, оточений з трьох сторін водою, з ровом видовбаним у скелі в сторону берега. Замок складається з високих зовнішніх стін навколо внутрішньої башти.
Ірландський співак Брайан Мак Фадден у цьому замку запропонував руку і серце своїй (тепер колишній) дружині Керрі Катона в 2001 році. Його дід у цьому ж замку колись запропонував руку і серце його бабусі.